# Šarovce
Šarovce (hongrois : Sáró) est un village de Slovaquie situé dans la région de Nitra.

## Histoire
Première mention écrite du village en 1245.

## Démographie

### Évolution de la population
| Année:               | 1994. | 2004.   | 2014.   | 2024.   |
| -------------------- | ----- | ------- | ------- | ------- |
| Nombre de personnes: | 1661  | 1662    | 1638    | 1619    |
| Différence:          |       | +0,06 % | -1,44 % | -1,15 % |

| Année:               | 2023. | 2024.   |
| -------------------- | ----- | ------- |
| Nombre de personnes: | 1609  | 1619    |
| Différence:          |       | +0,62 % |